# Catherine Fleuryová
Catherine "Cathy" Fleury (provd. Vachon), (*18. červen 1966 Paříž, Francie) je bývalá reprezentantka Francie v judu. Je olympijskou vítězkou z roku 1992.

## Sportovní kariéra

### Úspěchy
- zlatá olympijská medaile
- titul mistryně světa a Evropy

### Zajímavosti
- tokui-waza: kansecu-waza, sukui-nage, osoto-gari
- úchop: pravý
- styl: taktický

V roce 1989 převzala roli reprezentační jedničky po Martine Rottier a svoji premiéru přetavila v titul mistryně světa a Evropy. V dalších letech však na tyto úspěchy nenavazovala. Na olympijských hrách v Barceloně nepatřila k hlavním kandidátkám na vítězství, ale dokázala načasovat formu. Po výborném taktickém výkonu získala zlatou olympijskou medaili.
Na začátku sezóny 1994 se kvůli ztrátě motivace rozhodla ukončit sportovní kariéru, ale po osmi měsících své rozhodnutí vzala zpět. V roce 1996 jela obhajovat zlatou medaili na olympijské hry v Atlantě. Jenže tentokrát jí rozhodčí svými verdikty nepodpořili. Vzápětí ukončila sportovní kariéru. U judu zůstala jako trenérka a funkcionářka. Patří k nejvlivnějším lidem francouzského juda.

### Rivalky
- Gella Vandecaveyeová
- Jenny Galová
- Jelena Petrovová
- Frauke Eickhoffová
- Diane Bellová

## Výsledky
| Turnaj             | 1989             | 1990             | 1991             | 1992             | 1993             | 1994             | 1995             | 1996             |
| Turnaj             | 23               | 24               | 25               | 26               | 27               | 28               | 29               | 30               |
| Turnaj             | polostřední váha | polostřední váha | polostřední váha | polostřední váha | polostřední váha | polostřední váha | polostřední váha | polostřední váha |
| ------------------ | ---------------- | ---------------- | ---------------- | ---------------- | ---------------- | ---------------- | ---------------- | ---------------- |
| Olympijské hry     |                  |                  |                  | 1.               |                  |                  |                  | úč.              |
| Mistrovství světa  | 1.               |                  | 3.               |                  | 5.               |                  | 3.               |                  |
| Mistrovství Evropy | 1.               | úč.              | úč.              | 5.               | 3.               | —                | 3.               | 2.               |

## Podrobnější výsledky

### Olympijské hry
| Rok      | Kategorie        |  | 1/32                             | 1/16                              | čtvrtfinále                          | semifinále                  | opravy                                  | opravy | opravy | o bronz | finále                      |
| -------- | ---------------- |  | -------------------------------- | --------------------------------- | ------------------------------------ | --------------------------- | --------------------------------------- | ------ | ------ | ------- | --------------------------- |
| LOH 1992 | polostřední váha |  | výhra - 0:32/mga Debra Warrenová | výhra - kok/shi Ileana Beltránová | výhra - 1:30/kta Xiomara Griffithová | výhra - 2:12/jg Ku Hjon-suk | —                                       | —      | —      | —       | výhra - (yus) Ja'el Aradová |
| LOH 1996 | polostřední váha |  | volný los                        | prohra - (yus) Júko Emotová       | —                                    | —                           | prohra - yuk/sug Taťjana Bogomjagkovová | —      | —      | —       | —                           |

### Mistrovství světa
| Rok     | Kategorie        |  | 1/64                     | 1/32                      | 1/16                       | čtvrtfinále                | semifinále                 | opravy               | opravy                       | opravy                   | o bronz              | finále                 |
| ------- | ---------------- |  | ------------------------ | ------------------------- | -------------------------- | -------------------------- | -------------------------- | -------------------- | ---------------------------- | ------------------------ | -------------------- | ---------------------- |
| MS 1989 | polostřední váha |  | x                        | výhra Laurie Paceová      | výhra Begoña Gómezová      | výhra Kim Sung-hje         | výhra Gabriele Ritschelová | —                    | —                            | —                        | —                    | výhra Jelena Petrovová |
| MS 1991 | polostřední váha |  | volný los                | prohra Frauke Eickhoffová | —                          | —                          | —                          | výhra Nagla Maherová | výhra Gisela Hämmerlingová   | výhra Zsuzsa Nagyová     | výhra Jenny Galová   | —                      |
| MS 1993 | polostřední váha |  | x                        | výhra Miriam Blascová     | výhra Cristina Sebastiãová | prohra Ileana Beltránová   | —                          | —                    | výhra Taťjana Bogomjagkovová | výhra Petra Schweizerová | prohra Diane Bellová | —                      |
| MS 1995 | polostřední váha |  | výhra Zoja Chačatrjanová | výhra Elna Schminkeová    | výhra Xiomara Griffithová  | výhra Gella Vandecaveyeová | prohra Čong Song-suk       | —                    | —                            | —                        | výhra Ja'el Aradová  | —                      |

### Mistrovství Evropy
| Rok     | Kategorie        |  | 1/32                                 | 1/16                                 | čtvrtfinále                          | semifinále                           | opravy                               | opravy                               | o bronz                              | finále                               |
| ------- | ---------------- |  | ------------------------------------ | ------------------------------------ | ------------------------------------ | ------------------------------------ | ------------------------------------ | ------------------------------------ | ------------------------------------ | ------------------------------------ |
| ME 1989 | polostřední váha |  | x                                    | výhra Kathrin Ottová                 | výhra Gabriele Ritschelová           | výhra Diane Bellová                  | —                                    | —                                    | —                                    | výhra Lenka Šindlerová               |
| ME 1990 | polostřední váha |  | volný los                            | prohra Susann Singerová              | —                                    | —                                    | —                                    | —                                    | —                                    | —                                    |
| ME 1991 | polostřední váha |  | prohra Jenny Galová                  | —                                    | —                                    | —                                    | —                                    | —                                    | —                                    | —                                    |
| ME 1992 | polostřední váha |  | volný los                            | výhra Camilla Williamsová            | výhra Gella Vandecaveyeová           | prohra Bogusława Olechnowiczová      | —                                    | —                                    | prohra Jelena Petrovová              | —                                    |
| ME 1993 | polostřední váha |  | volný los                            | výhra Jelena Ćirićová                | prohra Gella Vandecaveyeová          | —                                    | výhra Neşe Yazıcıová                 | výhra Jenny Galová                   | výhra Miriam Blascová                | —                                    |
| ME 1994 | polostřední váha |  | nestartovala Séverine Vandenhendeová | nestartovala Séverine Vandenhendeová | nestartovala Séverine Vandenhendeová | nestartovala Séverine Vandenhendeová | nestartovala Séverine Vandenhendeová | nestartovala Séverine Vandenhendeová | nestartovala Séverine Vandenhendeová | nestartovala Séverine Vandenhendeová |
| ME 1995 | polostřední váha |  | volný los                            | výhra Miriam Blascová                | prohra Jelina Novgorodcevová         | —                                    | výhra Yvonne Huberová                | výhra Gisela Hämmerlingová           | výhra Michaela Vernerová             | —                                    |
| ME 1996 | polostřední váha |  | volný los                            | výhra Sara Álvarezová                | výhra Irena Tokarzová                | výhra Jenny Galová                   | —                                    | —                                    | —                                    | prohra Gella Vandecaveyeová          |